# Amtsgerichtsstraße 21 (Kronach)

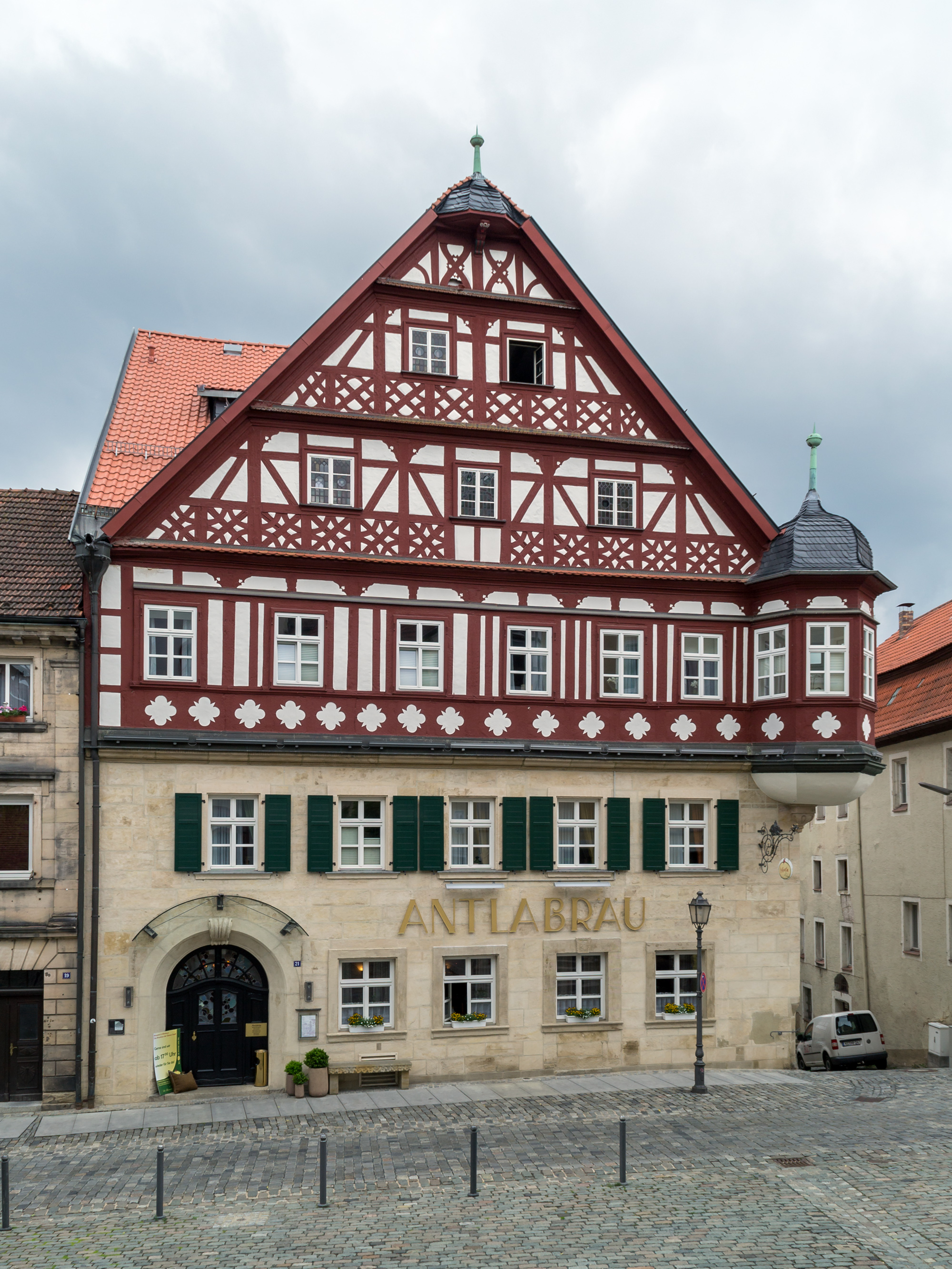
Amtsgerichtsstraße 21

Das Gebäude Amtsgerichtsstraße 21, das sogenannte Floßherrenhaus, ist ein unter Denkmalschutz stehendes Bauwerk in der Altstadt der oberfränkischen Stadt Kronach.

## Lage und Beschreibung
Der dreigeschossige Satteldachbau steht in Ecklage an der Westseite der Amtsgerichtsstraße, direkt südlich der Einmündung der Straße Am Pförtchen. Der zur Amtsgerichtsstraße weisenden Giebelseite gegenüber befindet sich an der Ostseite der Straße ein kleiner Platz, an den sich der Westbau des Alten Rathauses anschließt. Direkt an die Südseite des Gebäudes ist das traufständige Nachbarhaus Amtsgerichtsstraße 19 angebaut, an der Westseite das ebenfalls traufständige Gebäude Am Pförtchen 1.
Das Erdgeschoss mit dem rundbogigen Hauseingang und das erste Obergeschoss des Gebäudes wurden aus Sandstein gemauert, das zweite Obergeschoss und der Giebel zeigen Zierfachwerk. An der Nordostseite des zweiten Obergeschosses befindet sich ein ebenfalls mit Zierfachwerk versehener fünfseitiger Eckerker.

## Geschichte
Das Erdgeschoss des heutigen Gebäudes Amtsgerichtsstraße 21 entstand im Spätmittelalter, das erste Obergeschoss wurde wahrscheinlich um 1600 aufgesetzt. Das zweite Obergeschoss und der polygonale Eckerker entstanden im Jahr 1679.
Während der Zeit des Nationalsozialismus diente das Haus in der Amtsgerichtsstraße, die zu Ehren Adolf Hitlers in Adolf-Hitler-Straße umbenannt worden war, ab 1936 als Sitz der NS-Kreisleitung. Diese hatte sich zuvor seit 1934 in dem Gebäude Kulmbacher Straße 2, der Gaststätte „Deutsches Haus“, befunden. Von den Nationalsozialisten wurde das Gebäude in Anlehnung an den NS-Verwaltungsbezirk Bayerische Ostmark, zu dem die Stadt Kronach gehörte, als „Ostmarkhaus“ bezeichnet. Die offizielle Einweihung erfolgte im Beisein des NSDAP-Gauleiters Fritz Wächtler am 15. März 1936 mit einem Aufmarsch der unterschiedlichen NS-Parteiorganisationen.
Nach dem Ende des Zweiten Weltkriegs diente das Gebäude hauptsächlich den örtlichen Gewerkschaften, seit Anfang des 21. Jahrhunderts beherbergt es ein Hotel und eine Brauereigaststätte.